# Манцівка (зупинний пункт)
Манцівка — пасажирський залізничний зупинний пункт Куп'янської дирекції Південної залізниці.
Розташований біля села Манцівка, Великобурлуцький район, Харківської області на лінії Оливине — Огірцеве між станціями Шипувате (9 км) та Бурлук (2 км).
Станом на травень 2019 року щодоби чотири пари приміських дизель-поїздів здійснюють перевезення за маршрутом Вовчанськ — Куп'янськ-Вузловий.
До 28 липня 2023 року - 104 км.